# Port lotniczy Lakemba
Port lotniczy Lakemba (IATA: LKB, ICAO: NFNK) – port lotniczy położony na wyspie Lakeba (Lakemba). Jest piątym co do wielkości portem lotniczym na Fidżi.

## Linie lotnicze i połączenia
- Air Fiji (Nadi, Suva)
- Air Pacific (Nadi, Suva)